# Johan van Heurn (waterbouwkundige)

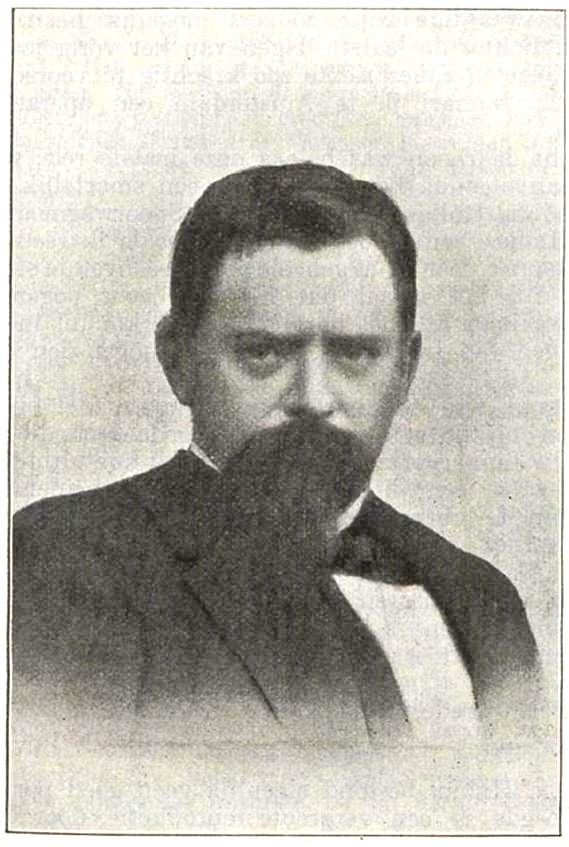
Johan van Heurn

Jhr. Johan van Heurn ('s-Hertogenbosch, 30 oktober 1854 -  's Gravenhage, 25 januari 1903) was een Nederlands  waterbouwkundige.

## Opleiding en eerste werkkring
Hij volgde de HBS in ‘s-Hertogenbosch en studeerde vanaf 1874 aan de Polytechnische School te Delft, en behaalde in 1879 het diploma van civiel-ingenieur. Kort daarna werd hij benoemd tot adjunct-ingenieur bij de provinciale waterstaat van Noord-Brabant onder ir. Bake. In 1883 werd hij daar adjunct-ingenieur bij de aanleg van de Bergsche Maas. Hier bleef hij slechts een jaar want in 1884 kwam hij bij de algemene dienst van Rijkswaterstaat in Den Haag onder leiding van ir. C.F.M.H. Schnebbelie. In hoofdzaak bestonden toen zijn werkzaamheden in het doen van opnemingen voor het lengteprofiel van de nieuwe rivier. Hij werd in dat jaar ook benoemd tot technisch adviseur van het „Waterschap ter bevordering der verbetering van den waterstaatkundigen toestand in het Noord-Oostelijk deel van Noord-Brabant". Hij ontwierp een plan voor de werken, die in verband met de Maasverlegging nodig waren, die echter maar gedeeltelijk uitgevoerd werden. Wel waren deze plannen onderdeel van een collectieve inzending voor de wereldtentoonstelling van 1889 in Parijs door het Koninklijk Instituut van Ingenieurs, die daarna werd bekroond.

## De Ingenieur
In 1890 werd van Heurn benoemd tot plaatsvervangend redacteur van het weekblad de Ingenieur en in 1892 werd hij redacteur, hij nam toen ontslag bij de Waterstaat. Hij heeft voor het tijdschrift een groot aantal artikelen geschreven.

## Scheveningen
In 1892 maakte hij op verzoek van enkele Scheveningse reders een ontwerp voor een vissershaven en een vaarweg naar Rotterdam. Men moest vanwege militaire beveiliging (men vond een haven zo dicht bij de regeringszetel riskant) een fort bij de haven bouwen, maar daar was de bevolking tegen en de financiers vonden dit te duur (het zou zo’n 2 to 3 miljoen gulden extra moeten kosten). Met zijn partner maakte hij een nieuw ontwerp, inclusief een spoorlijn en een kanaal naar Maassluis (dus niet direct naar zee).  Hiervoor werd wel een concessie gevraagd Dit ontwerp sloeg niet aan. Ten slotte kwam de gemeente uit op een ondiepe haven (die dus niet toegankelijk was voor oorlogsschepen), die wel gebouwd is. Van Heurn vond dit een slechte zaak.

## fa. Beveren en Van Heurn
In 1896 richtte hij samen met Nicolaas Johannes Beversen een technisch bureau op met de naam "Beversen en Van Heurn". Deze firma ontwierp een aantal waterstaatswerken, zoals de sluizen in het Leekster Hoofddiep in Groningen, de lijnen van de Noord-Friesche Locaalspoorweg-Maatschappij, de dijkverhogingen van de Tielerwaard (deze waren nodig i.v.m. de aanleg van de Bergsche Maas) en  de lokaalspoorlijn Heerlen-Schaesberg. Maar hun belangrijkste werk was de elektrische spoorweg van Rotterdam naar Den Haag en Scheveningen, waarvoor zij in 1899 de concessie kregen. Hiervoor werd door hen de Zuid-Hollandsche Electrische spoorwegmaatschappij opgericht. Deze maatschappij werd na een paar jaar overgenomen door de  Hollandsche IJzeren spoorwegmaatschappij. Deze laatste maatschappij nam de exploitatie der lijnen op zich. Een belangrijk onderdeel van dit project was het Hofpleinviaduct, ontworpen door Alphonse van Hemert.

## Prijzen
Van Heurn ontving driemaal gouden medailles voor de beantwoording van prijsvragen, uitgeschreven door: 
- Het Bataafsch Genootschap te Rotterdam, in 1890 over een ontwerp tot het bevloeien eener onvruchtbare streek. Hij koos een. terrein bij Boksmeer, dat zeer hoog boven de Maas, aan welke het water ont eend zou worden, gelegen is; daardoor waren de renten, die hij berekende, dat verdiend zouden worden, zeer laag.
- Het Bataafsch Genootschap te Rotterdam, in 1892, over de geschiedenis der Merwedetakken in de laatste twee eeuwen.
- De Maatschappij van Nijverheid, in 1896, over elektrische beweegkracht, te verkrijgen door windmolens. Hij kwam tot de slotsom, dat hiervan geen gunstig resultaat te wachten is.

## Privé
Hij was de zoon van Mr. Willem Cornelis van Heurn, president van de arrondissementsrechtbank te 's Hertogenbosch en Anna Maria Romer Keukenschrijver. Van Heurn trouwde in 's-Hertogenbosch op 4 mei 1886  met Johanna Maria Bake, de dochter van zijn chef bij de provinciale Waterstaat. Zij kregen vijf kinderen. In januari 1903 werd hij ziek in is toen vrij snel overleden.  
- Biografisch Portaal: 61890783
- Digitale Bibliotheek voor de Nederlandse Letteren: heur008
- International Standard Name Identifier: 0000 0003 9195 6050
- Virtual International Authority File: 285880464